# De tranquillitate animi
Il De tranquillitate animi è il nono libro dei Dialoghi di Lucio Anneo Seneca. In questo libro, l'amico Anneo Sereno chiede rimedi per un animo inquieto, perciò Seneca invita l'uomo a dedicarsi alle amicizie e al bene comune.

## Scorcio storico
Verso la fine degli anni 50 la posizione di Seneca presso Nerone vacilla, traballa fortemente, mentre lo splendore dell'aula, seppure ancora abbaglia, sempre meno copre il disgusto delle sue sordidezze e i compromessi a cui il filosofo è costretto per mantenere un rango politico in declino. Nitida già si profila la scelta che fu di Atenodoro, il filosofo e direttore di coscienza d'Augusto, che volle a un certo punto ritirarsi dai compiti di corte. Ma troppo, afferma Seneca, si sottomise Atenodoro ai tempi, troppo velocemente prese la via di fuga; a lui non è possibile e non è consona questa condotta: 
Invero ben altra era stata la funzione pubblica di Seneca presso Nerone da quella tutta privata di Atenodoro presso Augusto. Per questo non gli era possibile lasciare bruscamente l'imperatore senza l'assenso di lui, e rischiare che l'abbandono improvviso desse troppo spazio alla rivincita degli avversari politici; ben altra prudenza occorreva al suo congedo, ben altra preparazione affinché il suo ritiro non fosse immediatamente la sua rovina. Il filosofo per intanto non aveva altra scelta che restare in bilico tra due.
Proprio da questo stato precario sorse il De tranquillitate animi, manuale pratico per conseguire e mantenere l'animo equilibrato, dedicato all'allievo Sereno, ed espressione chiara del suo desiderio di ritiro che campeggia – e lo segna fortemente – in questo scritto.

## Tranquillitascome termine filosofico
Democrito di Abdera, il filosofo che tradizionalmente ride della stoltezza umana, scrisse un'opera di come conseguire e mantenere l'equilibrio interiore, invece di affannarsi in cose vane che non sono altro che le manifestazioni di quelle passioni disordinate che tirano l'animo da ogni parte: perí euthymías, che divenne il riferimento d'ogni successiva trattazione di questo tema filosofico. Seneca stesso si sente in dovere di citare direttamente il famoso incipit democriteo:
In ambito romano questo tema fu ripreso dall'importante stoico di mezzo Panezio di Rodi, che scrisse le sue opere per l'élite politico-militare del tempo, riunita in quello che fu definito il circolo degli Scipioni, di cui, insieme all'importante storico Polibio, era l'intellettuale greco di riferimento. Nel suo perí euthymías Panezio respinge le letture epicuree e ciniche – ancor più rigide nel limitare l'azione – del libro di Democrito, e la rivaluta fortemente, dovendosi in essa realizzare quella persona (maschera) propria e individuale che ciascuno possedeva in aggiunta alla persona comune (uguale per tutti). L'equilibrio interiore consisteva appunto nell'armoniosa rispondenza tra doti individuali dell'animo e vita pratica adatta al loro svilupparsi, caposaldo della sua speculazione che riformava a fondo il primo stoicismo.
Fu Cicerone, che nel pensiero morale seguiva molto dappresso Panezio, a tradurre il termine greco con tranquillitas (De finibus, 5, 8, 23), che vale “bonaccia” del mare, “serenità” del cielo, seppur ancora in modo interlocutorio, facendolo precedere dal tamquam attenuativo (come se [fosse], per così dire):
Seneca riprende e adopera come traducente pienamente adeguato del termine greco il tranquillitas ciceroniano, ed anzi l'uso consolidato che ne fa negli scritti morali gli permette di omettere spesso il determinante animi, bastando ormai il determinato tranquillitas a convogliare da solo l'idea di “animo equilibrato”, “equilibrio interiore” e simili. Ma nello stesso tempo si avvicina a posizioni epicuree e ciniche nel limitare l'azione, in un momento in cui più viva si fa in lui la volontà di ritiro.

## Inizio peculiare del dialogo
Non c’è ambientazione e neanche una scena, solo due voci, due interiorità, quelle di Seneca e di Sereno. All'inizio di questo dialogo Seneca lascia che il dedicatario, il giovane allievo Sereno, prenda direttamente la parola e faccia un lungo discorso che occupa tutto il primo capitoletto del libro. Questo unicum tra tutti i dodici libri dei dialoghi è prova invero di fine introspezione psicologica del maestro di vita Seneca, che riportando quello che si può definire l'esame di coscienza di Sereno, invece di riassumerlo nel discorso generale, con un esito inevitabile di rimprovero più o meno velato verso l'allievo, lascia che appaia come esposizione diretta dei dubbi e dei travagli dell'animo di lui. Sereno è un proficiens, ossia uno che è iniziato allo stoicismo, seguito e aiutato dal suo maestro di virtù, che segue un cammino sapienziale. Seneca potrà così intervenire non come superiore ma come confidente che, messo a parte di cose intime, può dare i consigli di chi conosce per esperienza i dubbi e i turbamenti del confidato. A questa risposta diretta di Seneca a Sereno è dedicato l'inizio del secondo capitolo. Solo dopo prenderà avvio il discorso generale, avendo prima assolto in pieno alla funzione di fine e sensibile direttore di coscienza:
Anche Sereno è tra due. Avviato verso la sapienza autarchica, già superate le passioni travolgenti l'animo, ancora lo sfarzo gli s'imprime sugli occhi, pur amando e vivendo la parsimonia; ancora punge la volontà di azione pubblica, pur facendo vita in sé raccolta; ancora nello scrivere si lascia trasportare nel sublime quando l'argomento l'infiamma, pur volendo una scrittura tutta aderente alle cose. Ma la meschinità sottesa a queste apparenze speciose sempre lo rigetta indietro, sbollito l'entusiasmo, lasciandolo più convinto della scelta autarchica ma più malcontento e inquieto e destinato di volta in volta a ricadere nelle stesse tentazioni; l'esito di questo “beccheggio” dell'animo è infine la nausea:
A ben vedere, l'ondeggiamento di Sereno (e Seneca in controluce) oscilla tra la volontà di esercitare una virtù paneziana, che trovi il suo compimento nell'azione, pubblica principalmente, e la volontà, esperito che le condizioni sociali non la rendono utile, di rifugiarsi – seppure a malincuore (recedo tristior; torno indietro rattristato) – nella virtù autosufficiente di epicurei e cinici. Degradato lo splendore della gloria alla vuota appariscenza del lusso; il foro a intreccio di rapporti sordidi piuttosto che a luogo deputato all'azione giudiziale e politica; l'oratoria, la parola impostata retoricamente, smessa d'essere strumento d'azione forense, ridotta a vana declamazione scolastica; il fascino del passato però ancora l'attira malgrado il ben diverso presente di Roma.
È questo l'ultimo e più difficile da estirpare ondeggiamento di cui Sereno prega Seneca di liberarlo:

## Displicentia sui
Innumerevoli sono i modi e le manifestazioni di questo vizio dell'animo, afferma Seneca, ma uno solo è l'effetto, il suo risultato: sibi displicere (essere scontenti di sé). Questa intemperanza, squilibrio dell'animo nasce da desideri intemperanti, che o non osano cercare di conseguire quanto bramano, o cercano invano di conseguirlo, ma in ogni caso quelli che ne sono dominati toti prominent in spem (si sporgono del tutto verso la speranza, l'attesa di realizzazione), ciò che li rende instabili e volubili, com'è inevitabile in chi pende. L'irrealizzazione di quanto vogliono li getta poi in uno stato di prostrazione:
Tanto più grave è questa prostrazione, continua Seneca, se i tentativi infruttuosi costringono a chiudersi in sé e tra le mura di casa coloro che sono protesi alla vita civile e desiderosi d'agire non trovando in se stessi sufficiente conforto, fino a prendere in odio la loro inerzia e a provare invidia dei successi altrui, che vorrebbero distrutti. Questo disgusto dei successi altrui e la disperazione dei propri li stringono ulteriormente in un angolo, dove covano le proprie pene, fino ad avere tedio e vergogna di sé. La natura umana infatti è incline al moto e gradisce ogni occasione d'agitarsi e distrarsi, e ciò è tanto più forte nelle indoli peggiori:
Di qui i tanti svagamenti di costoro che le provano tutte, muovendosi anche fisicamente in luoghi diversissimi tra loro: dai posti selvaggi e deserti di Calabria e Lucania alle mollezze di Taranto, fino a rientrare a Roma dove è possibile di nuovo frui humano sanguine (fruire di sangue umano) negli spettacoli circensi, che assommano squisitamente abbrutimento e raffinatezza. Così dice Seneca citando Lucrezio se quisque semper fugit (ognuno sempre si fugge), ma a che giova, se non si sfugge, poi soggiunge; si segue egli stesso e s'incalza gravissimo compagno. Tante cose diverse non fanno che rigettarli infine più pesantemente nella stessa prostrazione:
Con questa domanda senza risposta termina questa profonda introspezione della displicentia sui.

## Ricettario senecano
L'ampia parte precettistica di questo dialogo è dunque rivolta a chi non è saggio e probabilmente non lo diventerà mai, e sono consigli di moderazione, giusto mezzo, discernimento, capacità di scelta con cui evitare o almeno depotenziare le situazioni che inquietano e tormentano l'animo, quando si manca della forza del sapiente d'essere loro superiore. Mette conto accennare ad alcuni dei consigli e rimedi dati da Seneca ai meno saggi.
Per chi ha tendenza all'azione la cosa migliore sarebbe partecipare alla vita civile della res publica. Sennonché una smodata ambizione fa spesso disprezzare i ranghi inferiori della vita civile in cui ci si trova ad agire. Bisogna dunque sempre accettare il ruolo e la parte che la sorte ci assegna (reluctante natura inritus labor est, ossia “la fatica è vana, se la natura vi rilutta”). D'altra parte la condizione della res publica è spesso così degradata che la simplicitas (schiettezza, sincerità) non è al sicuro, e di ciò si deve tener conto. Quando proprio non è possibile esercitare i doveri di cittadino, sarà comunque sempre possibile esercitare i doveri di uomo, quelli che si esercitano tutti i giorni nei rapporti privati, che diventano tanto più importanti quanto meno si può intervenire negli affari pubblici.
Uno sia dunque un buon compagno nei conviti, negli spettacoli, nelle abitazioni private, sia amico fedele, sappia essere di buon esempio agli altri vivendo bene il suo ritiro. Tutti questi doveri fanno parte di quella più ampia res publica che è il mondo, doveri che sempre la virtù può e deve esercitare qualunque sia la condizione della res publica in cui ci si trova ad agire:
Bisogna sempre esaminarci a fondo (inspicere nosmet ipsos) prima di intraprendere qualunque affare e poi valutare bene per chi e con chi s'intraprende. Se le forze morali o fisiche sono da meno dell'impresa bisogna rinunciare, come anche se l'affare o le persone con cui si viene in rapporto sono sordide. Uguale accortezza va usata anche nella scelta degli amici, la cui coscienza ci deve essere più certa della nostra stessa nel confidare le cose più intime. Tanto più dunque bisogna saper valutare la fede e la lealtà di chi mettiamo a parte dei nostri segreti. Né si accetti mai un amico troppo scontento e lamentoso di tutto, che se anche fosse di specchiata onestà rischierebbe di trasmetterci la sua inquietudine e il malcontento.
Bisogna usare misura anche nella ricchezza, quando non si ha la forza di Diogene di rinunciarvi del tutto, perché niente come l'acquisto e la conservazione del patrimonio produce e provoca affanni e preoccupazioni. E saper limitare i propri desideri invece di rincorrerli inutilmente o pentirsi di averli conseguiti per essere cause di tormenti maggiori.
Ma a nulla vale questa discrezione privata, se il malcontento deriva dall'odio per il genere umano e lo stato generale delle cose. Quando si vede spesso maltrattata la virtù e careggiato il vizio, ci si amareggia che gli uomini e la fortuna siano così iniqui. Ma della stoltezza umana è meglio saper ridere come Democrito invece che piangere come Eraclito, mentre dei virtuosi deve spronarci la forza d'animo di fronte alle avversità invece della sorte immeritata, che a nulla vale deplorare troppo.
Sempre è preferibile un atteggiamento aperto e schietto, anche se può correre il rischio d'essere tenuto in spregio, a un atteggiamento falso e simulato che sempre teme d'essere scoperto e studia le sue mosse, affannando continuamente la vita semper sub persona viventium (di quelli che sempre vivono sotto una maschera).
Affinché l'animo infine sia pronto per le cose più ardue, è giusto svagarlo con giochi e riposo; salutari potranno essere le passeggiate all'aperto per respirare liberamente, e anche stordirlo di tanto in tanto di vino, purché non sia sommerso nell'ubriachezza. Ciò potrà smuoverlo a fondo e liberarlo dai crucci, dandogli vigore e più audacia nel tentare. È questa la condizione peraltro, quando è come spinto fuori di sé da un'ispirazione divina, che gli permette di toccare vette di sublime che altrimenti gli sarebbero precluse. Ma come della libertà così bisogna usare moderatamente di questa liberazione dell'animo.
Questi alcuni dei principali rimedi di Seneca per conseguire e mantenere sereno l'animo:

## Tranquillità in mezzo alla tempesta
Anche in questo dialogo pieno di precetti anche spiccioli si riscontrano grandi esempi di tranquillità dei saggi in situazioni estreme. Si osservano, uno dopo l'altro, Diogene che rifiuta di riavere l'unico servo fuggitivo, turpe giacché quello potesse fare a meno di lui e lui non potesse di quello; Zenone, stoico che, saputo d'aver perso le ricchezze in un naufragio, ringrazia la fortuna che vuole che filosofi più libero d'impacci; il filosofo Teodoro, che accetta tranquillamente la fine che gli preannuncia il tiranno e lo deride della minaccia di essere insepolto, quasi potesse riguardargli una volta morto la sorte del suo cadavere. In ambito romano sono ricordate le proverbiali morti di Attilio Regolo e Catone Uticense unitamente all'esilio di Rutilio, esempi di forza d'animo spesso citati in Seneca.
Ma due sono gli esempi di tranquillità su cui Seneca si sofferma, molto indicativi e del suo stato d'animo e delle condizioni di Roma:
Quando vengono meno gli officia civis, come nell'Atene dei trenta tiranni, e come andava convincendosi Seneca nella Roma di Nerone, ecco che il sapiente sa esercitare i suoi officia hominis liberamente, forte della propria indipendenza morale. Così libero è sempre il sapiente che neppure la libertà politica riesce a sopportare la sua libertà morale, come proprio Socrate dimostra, messo a morte dall'Atene libera dopo essere sopravvissuto all'Atene tirannica. Seneca, che si vede nel Socrate alle prese coi trenta tiranni, sentiva vicino il tempo di scegliere quella libertà tutta privata che il sapiente sa darsi in ogni condizione dello stato (utcumque se res publica dabit).
Ma l'esempio che spicca in questo dialogo Seneca lo trae dalla storia recente che egli stesso visse, celebrando l'impavida morte di Giulio Cano sotto Caligola:
Messo a morte dal crudele capriccio di Caligola, Cano ebbe un comportamento esemplare nei dieci giorni intercorsi tra l'ordine e l'esecuzione, fino a irridere alla sua condizione giocando l'ultimo giorno placidamente ai latrunculi nell'attesa, e poi chiamando a testimone il soldato venuto a condurlo al supplizio di essere in vantaggio nella partita che necessariamente non poteva finire. Agli amici diceva che ultima sua cura sarebbe stata di osservare attentamente se l'animo sentisse al momento della morte il distacco dal corpo. “Nemo diutius philosophatus est” (nessuno filosofò più a lungo), esclama ammirato Seneca, “ecce in media tempestate tranquillitas”.
Tutta una letteratura ormai s'andava formando che celebrava la forza d'animo delle vittime di questo o quell'imperatore e Seneca diede la sua parte di contributo negli scritti, fino a contribuire di persona con una morte per ordine di Nerone che troverà negli scritti di Tacito la sua memorabile pagina celebrativa (Annales, 15, 63-64). Questo era il clima politico di Roma da cui Seneca meditava definitivamente di staccarsi.